# براين جيونتا
بريان جوزيف جيونتا (من مواليد 18 يناير 1979) هو لاعب هوكي الجليد أمريكي محترف سابق، لعب 16 موسمًا في دوري الهوكي الوطني، لعب لفترة وجيزة مع فريق بوسطن بروينز، وتقاعد بعد إقصائهم من التصفيات.

## الحياة الشخصية
جيونتا هي الطفل الأوسط لسام وبيني جيونتا. لديه وزوجته هارفست ثلاثة أطفال. لدى جيونتا شقيق، ستيفن، الذي لعب مع نيو جيرسي ونيويورك ايلاندرز. لديه أيضًا شقيقه الأكبر جو، الذي لعب أيضًا مع فريق هوكي معهد أكويناس وتخرج في عام 1994. يمتلك بريان جيونتا منزلًا في منطقة روتشستر بنيويورك حيث لا يزال والديه يقيمان.

## السجلات
- سجل شياطين نيوجيرسي معظم الأهداف في موسم واحد (48 هدفًا في 2005–06)